# Citroentetra
De citroentetra (Hyphessobrycon pulchripinnis) is een  straalvinnige vissensoort uit de familie van karperzalmen (Characidae). De wetenschappelijke naam van de soort is voor het eerst geldig gepubliceerd in 1937 door Ernst Ahl. De tropische zoetwatervis komt voor in Zuid-Amerika.

## Verspreidingsgebied
De soort komt voor in het wild in het Amazonegebied in de Tapajós en de Amazone. De precieze typelocatie is echter niet goed bekend, omdat de wetenschappelijke beschrijving (in 1937) aan de hand van een aquariumvis geschied is en men niet beter wist dan dat de vis uit 'Amazonas' kwam. Er is lang aangenomen dat de vis endemisch is in het bekken van de Rio Tapajós, maar later zijn er veldwaarnemingen gedaan die erop wezen dat ze ook oostelijker in het stroomgebied van de Xingu voorkomen.
De vis komt in het wild waarschijnlijk eerder in rijriviertjes en overstroomde bosgebieden voor dan in de grote rivier, maar er is weinig met zekerheid bekend. Ook van de leefwijze kan hoogstens geraden worden dat het een omnivoor is die kan kleine ongewervelden en gevallen fruit en algen leeft. In het aquarium kan de vis op droogvoer gehouden worden, maar stelt versere kost zeker op prijs.

## Domesticatie
De citroentetra is al bijzonder lang als aquariumvis populair (waarschijnlijk sinds 1932) en behoort tot de 50 populairste vissen van het zoetwateraquarium. De soort wordt ook al tientallen jaren lang in gevangenschap nagekweekt. Op een schaal van 0 tot 5 heeft de soort een graad van domesticatie van 4 bereikt. Dit wil zeggen dat de aquariumhandel niet langer van import uit het wild afhankelijk is of gebruikmaakt. Gekweekte exemplaren zijn veel goedkoper. Langdurige nakweek zet echter een proces van genetische aanpassing in gang aan de door de mens opgelegde omstandigheid.
Graad vijf wordt toegekend aan soorten waarvan door kweken bepaalde variëteiten met opzet nagestreefd worden. De citroentetra heeft ook bijna dit stadium bereikt. Er is bijvoorbeeld al een albinovariëteit in de handel.

## Omschrijving
De citroentetra heeft een samengedrukt lichaam. De borstvinnen zijn doorschijnend en de bekkenholte doorschijnend geel. Het oog is een opvallende eigenschap van deze vis, de bovenste helft van de iris is intens rood. De soort wordt tot ongeveer 3,8 cm lang.

## Geslachtsonderscheid
Het verschil tussen de geslachten is niet altijd gemakkelijk vast te stellen. De mannetjes zijn wat kleiner dan de vrouwtjes en de zwarte zoom langs de aarsvin is intensiever gekleurd. De vrouwtjes zijn voller. Op de rug heeft hij een geel-bruine kleur die overgaat in een zacht citroengeel. De rug- en aarsvin hebben een citroengele tip die duidelijk afsteekt tegen het zwart in hun vinnen.